# Pallavolo ai Giochi della XXVII Olimpiade - Torneo maschile
Il X campionato di pallavolo maschile ai Giochi olimpici si è svolto dal 17 settembre al 1º ottobre 2000 a Sydney, in Australia, durante i Giochi della XXVII Olimpiade. Al torneo hanno partecipato 12 squadre nazionali e la vittoria finale è andata per la prima volta alla RF di Jugoslavia.

## Qualificazioni
Al campionato olimpico hanno partecipato la nazionale del paese ospitante, le prime tre squadre classificate nel corso della Coppa del Mondo 1999, la prima classificata di ogni torneo di qualificazione continentale e le prime tre classificate al torneo di qualificazione mondiale.

## Gironi
| Girone A                                         | Girone B                                                     |
| ------------------------------------------------ | ------------------------------------------------------------ |
| Australia Brasile Cuba Egitto Paesi Bassi Spagna | Argentina Corea del Sud Jugoslavia Italia Russia Stati Uniti |

## Fase finale

### Finali 1º e 3º posto
|  | Quarti      | Quarti     |            |        | Semifinale         | Semifinale         |  |  | Finale 1º/2º posto | Finale 1º/2º posto |
|  |             |            |            |        |                    |                    |  |  |                    |                    |
|  |             |            |            |        |                    |                    |  |  |                    |                    |
|  |             |            |            |        |                    |                    |  |  |                    |                    |
|  | Brasile     | 1          |            |        |                    |                    |  |  |                    |                    |
|  | Brasile     | 1          |            |        |                    |                    |  |  |                    |                    |
|  | Argentina   | 3          |            |        |                    |                    |  |  |                    |                    |
|  | Argentina   | 3          | Argentina  | 1      |                    |                    |  |  |                    |                    |
|  |             |            | Argentina  | 1      |                    |                    |  |  |                    |                    |
|  |             | Russia     | 3          |        |                    |                    |  |  |                    |                    |
|  | Cuba        | Russia     | 3          | 2      |                    |                    |  |  |                    |                    |
|  | Cuba        |            |            | 2      |                    |                    |  |  |                    |                    |
|  | Russia      | 3          |            |        |                    |                    |  |  |                    |                    |
|  | Russia      | 3          | Russia     | 0      |                    |                    |  |  |                    |                    |
|  |             |            | Russia     | 0      |                    |                    |  |  |                    |                    |
|  |             | Jugoslavia | 3          |        |                    |                    |  |  |                    |                    |
|  | Paesi Bassi | Jugoslavia | 3          | 2      |                    |                    |  |  |                    |                    |
|  | Paesi Bassi |            |            | 2      |                    |                    |  |  |                    |                    |
|  | Jugoslavia  | 3          |            |        |                    |                    |  |  |                    |                    |
|  | Jugoslavia  | 3          | Jugoslavia | 3      | Finale 3º/4º posto | Finale 3º/4º posto |  |  |                    |                    |
|  |             |            | Jugoslavia | 3      | Finale 3º/4º posto | Finale 3º/4º posto |  |  |                    |                    |
|  |             | Italia     | 0          |        |                    |                    |  |  |                    |                    |
|  | Australia   | Italia     | 0          | 1      | Argentina          | 0                  |  |  |                    |                    |
|  | Australia   |            |            | 1      | Argentina          | 0                  |  |  |                    |                    |
|  | Italia      | 3          |            | Italia | 3                  |                    |  |  |                    |                    |
|  | Italia      | 3          |            |        | 3                  |                    |  |  |                    |                    |
|  |             |            |            |        |                    |                    |  |  |                    |                    |
|  |             |            |            |        |                    |                    |  |  |                    |                    |

### Finali 5º e 7º posto
|  | Semifinali  | Semifinali  | Semifinali  |             |         | Finale 5º/6º posto | Finale 5º/6º posto | Finale 5º/6º posto |  |
|  |             |             |             |             |         |                    |                    |                    |  |
|  | Brasile     | Brasile     | 3           |             |         |                    |                    |                    |  |
|  | Brasile     | Brasile     | 3           |             |         |                    |                    |                    |  |
|  | Cuba        | Cuba        | 2           |             |         |                    |                    |                    |  |
|  | Cuba        | Cuba        | 2           |             | Brasile | Brasile            | 0                  |                    |  |
|  |             |             |             |             | Brasile | Brasile            | 0                  |                    |  |
|  |             |             | Paesi Bassi | Paesi Bassi | 3       |                    |                    |                    |  |
|  | Paesi Bassi | Paesi Bassi | Paesi Bassi | Paesi Bassi | 3       | 3                  |                    |                    |  |
|  | Paesi Bassi | Paesi Bassi |             |             |         | 3                  |                    |                    |  |
|  | Australia   | Australia   | 0           |             |         | Finale 7º/8º posto | Finale 7º/8º posto | Finale 7º/8º posto |  |
|  | Australia   | Australia   | 0           |             |         |                    |                    |                    |  |
|  |             |             |             |             |         |                    |                    |                    |  |
|  |             |             |             |             |         | Cuba               | Cuba               | 3                  |  |
|  |             |             |             |             |         | Cuba               | Cuba               | 3                  |  |
|  |             |             |             |             |         | Australia          | Australia          | 0                  |  |

## Podio

### Campione
Formazione: 3 Vladimir Batez, 4 Slobodan Kovač, 6 Slobodan Boškan, 7 Đula Mešter, 8 Vasa Mijić, 9 Nikola Grbić, 10 Vladimir Grbić, 12 Andrija Gerić, 13 Goran Vujević, 14 Ivan Miljković, 15 Veljko Petković, 18 Igor Vušurović, CT: Zoran Gajić

### Secondo posto
Formazione: 2 Vadim Chamutckich, 4 Ruslan Olichver, 5 Valerij Gorjušev, 6 Igor' Šulepov, 7 Aleksej Kazakov, 8 Evgenij Mit'kov, 9 Sergej Tetjuchin, 10 Roman Jakovlev, 11 Konstantin Ušakov, 15 Aleksandr Gerasimov, 16 Il'ja Savel'ev, 18 Aleksej Kulešov, CT: -

### Terzo posto
Formazione: 1 Andrea Gardini, 2 Marco Meoni, 3 Pasquale Gravina, 4 Luigi Mastrangelo, 5 Paolo Tofoli, 6 Samuele Papi, 7 Andrea Sartoretti, 8 Marco Bracci, 10 Simone Rosalba, 12 Mirko Corsano, 13 Andrea Giani, 14 Alessandro Fei, CT: Andrea Anastasi

## Classifica finale
| Classifica | Squadre       |
| ---------- | ------------- |
|            | Jugoslavia    |
|            | Russia        |
|            | Italia        |
| 4          | Argentina     |
| 5          | Paesi Bassi   |
| 6          | Brasile       |
| 7          | Cuba          |
| 8          | Australia     |
| 9          | Corea del Sud |
| 9          | Spagna        |
| 11         | Egitto        |
| 11         | Stati Uniti   |